# Douglas Abbott
Douglas Charles Abbott PC (* 29. Mai 1899 in Lennoxville, Québec; † 15. März 1987) war ein kanadischer Jurist und Politiker der Liberalen Partei Kanadas, der Minister im  16. kanadischen Kabinett von Premierminister William Lyon Mackenzie King sowie im 17. Kabinett von Premierminister Louis Saint-Laurent sowie zwischen 1954 und 1973 fast zwanzig Jahre lang Richter am Obersten Gerichtshof von Kanada war.

## Leben

### Rechtsanwalt und Unterhausabgeordneter
Abbott absolvierte nach dem Schulbesuch zunächst ein grundständiges Studium an der Bishop’s University, das er mit einem Bachelor of Arts (B.A.) abschloss. Ein darauf folgendes postgraduales Studium der Rechtswissenschaften an der McGill University unterbrach er während des Ersten Weltkrieges zwischen 1916 und 1918 wegen seines Militärdienstes bei der 7. McGill-Belagerungsbatterie sowie der Royal Air Force. Nach Kriegsende setzt er sein Studium fort und beendete dieses mit einem Bachelor (B.C.L.) sowie einem Doctor of Civil Laws (D.C.L.) und einem Doktor der Rechte (LL.D.). Daneben absolvierte er einen Gaststudienaufenthalt an der Universität Dijon. Nach seiner anwaltlichen Zulassung nahm er 1921 eine Tätigkeit als Rechtsanwalt in der Anwaltskanzlei Fleet, Phelan, Fleet & Le Mesurier in Montreal auf.
Bei der Wahl vom 26. März 1940 wurde Abbott als Kandidat der Liberalen Partei erstmals zum Mitglied des Unterhauses gewählt und vertrat in diesem bis zu seinem Mandatsverzicht am 30. Juni 1954 den in Québec liegenden Wahlkreis St. Antoine-Westmount.
Sein erstes Regierungsamt übernahm er am 1. April 1943 als Parlamentarischer Assistent von James Lorimer Ilsley, dem Finanzminister und Schatzmeister des 16. kanadischen Kabinetts von Premierminister William Lyon Mackenzie King. Nach Beendigung dieser Tätigkeit war er zwischen dem 8. März 1945 und dem 16. April 1945 Parlamentarischer Assistent des Ministers für Nationale Verteidigung, James Ralston.

### Bundesminister und Richter am Obersten Gerichtshof
Im Zuge einer Kabinettsumbildung berief Premierminister King ihn am 18. April 1945 zum Marineminister. Dieses Amt bekleidete er bis zum 11. Dezember 1946 und war zugleich zwischen dem 21. August 1945 und dem 11. Dezember 1946 Minister für Nationale Verteidigung. Zuvor wurde er bei einer erneuten Regierungsumbildung am 10. Dezember 1946 Finanzminister und Schatzmeister im 16. Kabinett und übte dieses Ministeramt auch aus, nachdem Kings Nachfolger Louis Saint-Laurent am 15. November 1948 das 17. kanadische Kabinett gebildet hatte. Am 30. Juni 1954 trat er von seinem Ministeramt zurück.
Am Tag darauf wurde Abbott am 1. Juli 1954 auf Vorschlag von Premierminister Saint-Laurent zum Richter am Obersten Gerichtshof von Kanada ernannt. Er übte dieses Richteramt annähernd zwanzig Jahre lang bis zum 23. Dezember 1973 aus. Nach Beendigung seines Richteramtes war er von April 1974 bis Dezember 1976 noch Vorsitzender des Beratungsausschusses für Parlamentsunterkünfte.
Abbott war der Vater von Anthony Chisholm Abbott, der zwischen 1974 und 1979 Unterhausabgeordneter sowie Minister für Konsumenten- und Unternehmensangelegenheiten, Staatsminister für Kleinunternehmen und Minister für nationale Einkünfte im 20. kanadische Kabinett von Premierminister Pierre Trudeau war.